# Jarret Johnson
Jarret Webster Johnson (14 de agosto de 1981 en Homestead, Florida) es un jugador de fútbol americano que ocupa la posición de linebacker y que milita en las filas de los San Diego Chargers de la National Football League (NFL). Fue seleccionado en la cuarta ronda del Draft del 2003 de la NFL por los Baltimore Ravens. Jugó fútbol americano colegial para la Universidad de Alabama.

## Carrera profesional

### Baltimore Ravens
Johnson fue seleccionado en la cuarta ronda (109 global) del Draft del 2003 de la NFL por los Baltimore Ravens. En su primera temporada jugó en 15 partidos y fue titular en un partido, logro de 18 tacleadas en la temporada con los Ravens. Él comenzó su primer partido de la NFL el 30 de noviembre contra los San Francisco 49ers. La temporada siguiente jugó en 16 partidos logrando 30 tacleadas. Esa temporada también logró su primera interceptación de su carrera que regresó para un touchdown contra los Miami Dolphins el 2 de enero. En 2005 él volvió a ver acción en los 16 partidos y esta vez empezó 12 de ellos de titular. Terminó la temporada con 61 tacleadas y 1.5 capturas. En la temporada 2006, su cuarto con el equipo, jugó en los 16 partidos y partió 2 partidos de titular y terminó la campaña con 35 tacleadas. El 3 de marzo de 2007, Johnson firmó un contrato de 5 años y $ 21.700.000 que incluyeron $ 8.1 millones garantizado. En 2007, Johnson fue titular en los 16 partidos por primera vez en su carrera y terminó la temporada con un récord personal de 94 tacleadas (59 en solitario), a pesar de haber disminuido durante gran parte del año, con un pulgar roto. La temporada 2008, volvió a ser titular en los 16 partidos y acabó con 82 tacleadas (46 en solitario), un récord personal de 5 capturas, 4 pases defendidos, 2 balones sueltos forzados y 1 balón suelto recuperado y fue parte de la segunda defensa de la NFL.

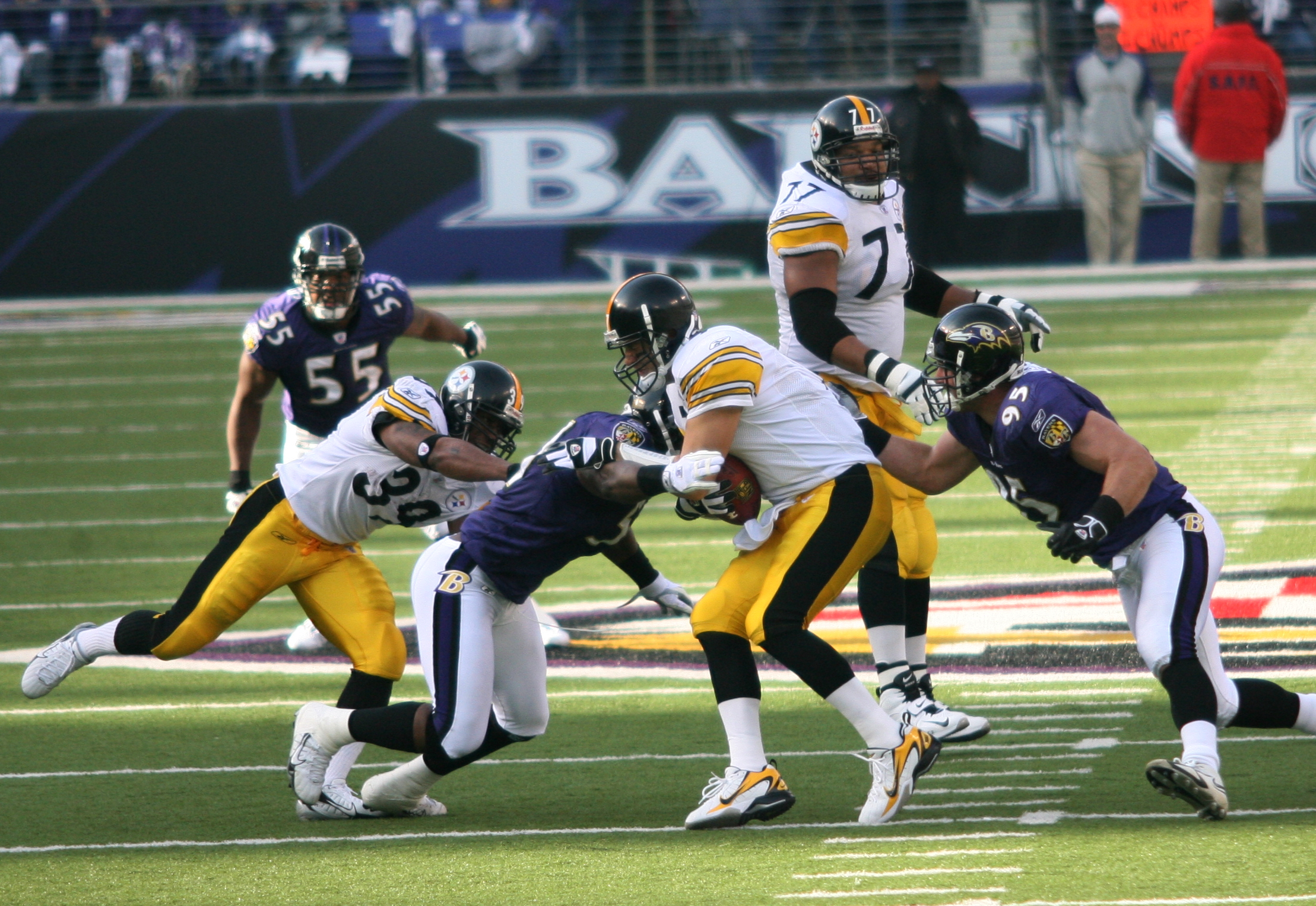
Johnson (95) y Bart Scott capturando a Ben Roethlisberger de los Steelers el 2006. Terrell Suggs (55) observando.

En 2009, Johnson fue nombrado por Pro Football Weekly en la lista de los 10 jugadores más subestimados en la NFL. Él hizo 50 tackles (36 en solitario), 6 sacos, un balón suelto forzado y 2 interceptaciones en la temporada 2009 de la NFL.
En 2010, Johnson superó el récord de la franquicia de Peter Boulware que consistía en la mayor cantidad de partidos de titular consecutivos (111), a partir de su juego 115a consecutiva en la ronda divisional frente a los rivales Pittsburgh Steelers.
En 2011, Johnson ganó el Jugador Defensivo de la Semana después de recuperar un balón suelto y devolverlo para un touchdown en la victoria ante los New York Jets después de que Haloti Ngata capturara al mariscal de campo Mark Sánchez. Hasta ahora, Johnson tiene 31 tacleadas, 1.5 capturas y un balón suelto forzado de la temporada.

### San Diego Chargers
El 14 de marzo de 2012, firmó un contrato por 4 años con los San Diego Chargers.

## Vida personal
Johnson se casó con Anna Grimes 3 de abril de 2004.